# Arbocuspis ramosa
Arbocuspis ramosa is een mosdiertjessoort uit de familie van de Electridae. De wetenschappelijke naam van de soort is voor het eerst geldig gepubliceerd in 1931 door Osburn.